# Elephant walk (aviation)

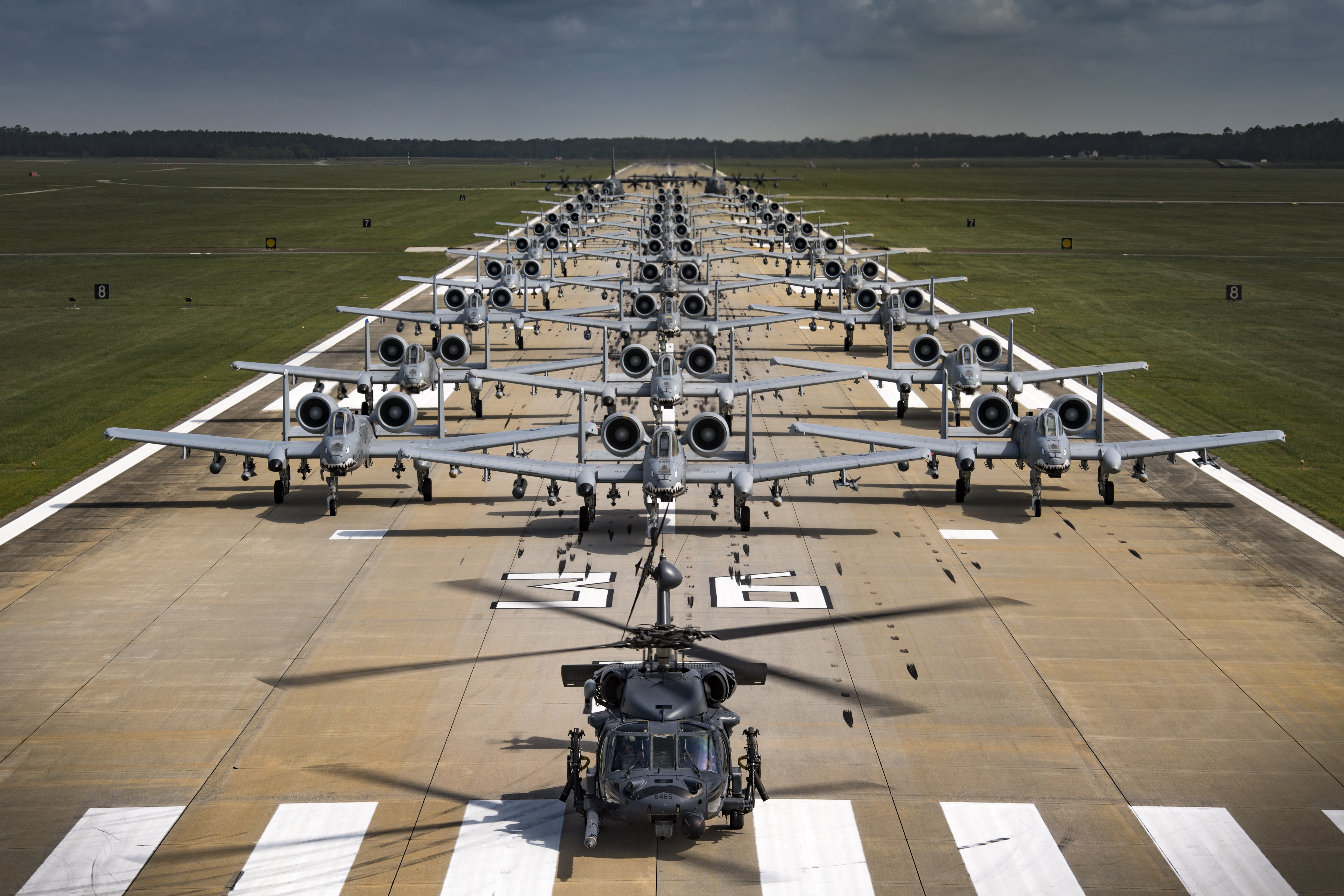
Des A-10C Thunderbolt, un HH-60G Pave Hawks et deux HC-130J Combat King II en elephant Walk à la Moody Air Force Base en 2017.

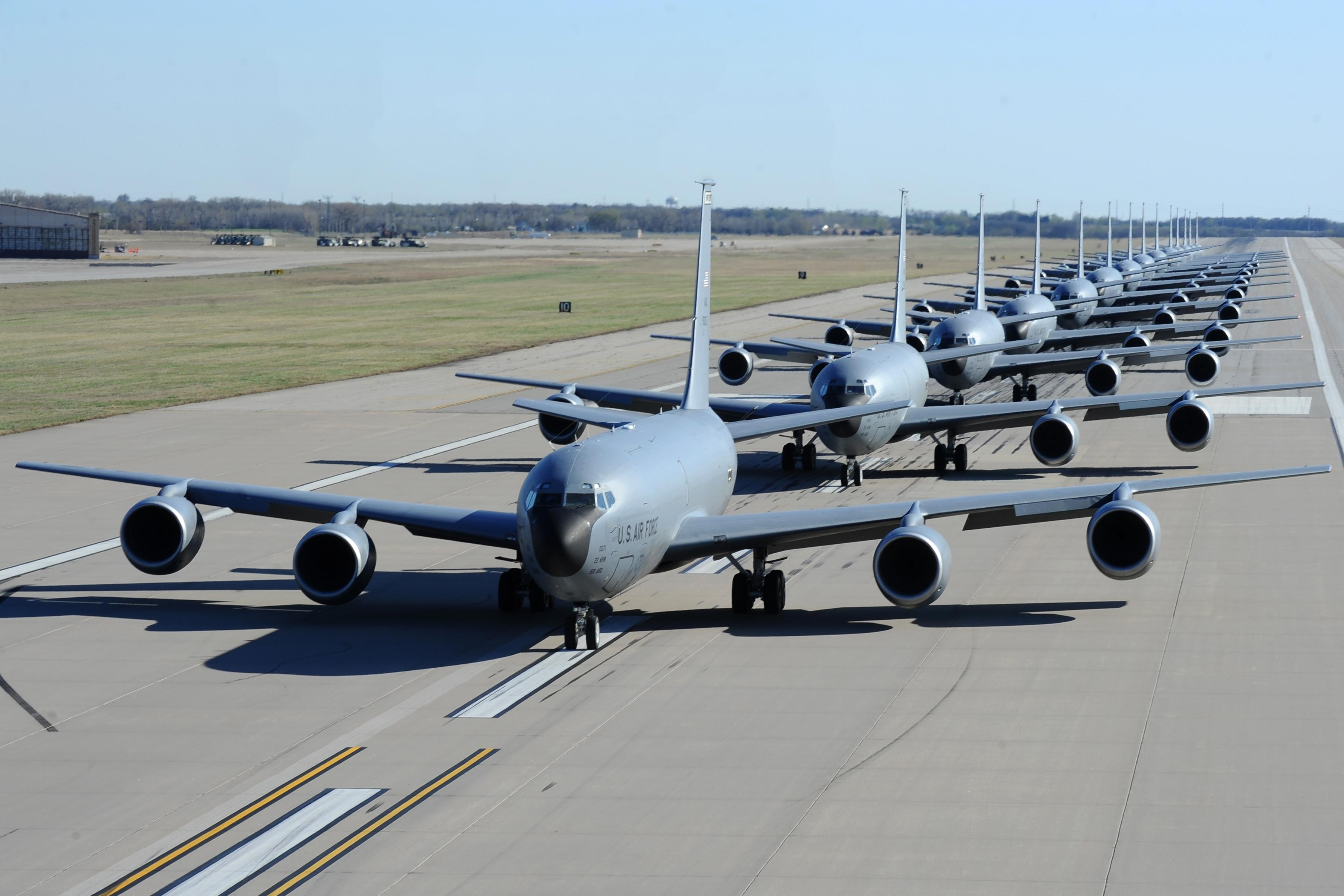
Une elephant Walk de quatorze KC-135 Stratotanker à McConnell Air Force Base.

L'elephant walk est un terme utilisé par l'US Air Force pour désigner le roulage des avions militaires juste avant le décollage, lorsqu'ils sont en formation rapprochée. Souvent, cela se produit juste avant un décollage à intervalle minimum (en).

## Origine
Le terme elephant walk remonte à la Seconde Guerre mondiale, lorsque de grandes flottes de bombardiers alliés menaient des attaques dans des missions rassemblant 1 000 appareils. Ceux qui ont observé le départ des raids ont déclaré que le roulage au sol de ces nombreux aéronefs en file indienne ressemblait à une marche d'éléphants vers un point d'eau. Au fil du temps, il a été incorporé au lexique de l’armée de l’air américaine afin d’identifier une « tension maximale »,.

## Intérêt tactique
Les avantages d’une elephant walk incluent la possibilité de montrer la capacité des unités ainsi que le travail d’équipe. Elle est souvent utilisée pour préparer les escadrons aux opérations de guerre et pour préparer les pilotes au lancement d'aéronefs armés dans le cadre d'un raid massif.

## Autres utilisations
Pendant les opérations Linebacker et Linebacker II durant la guerre du Viêt Nam, le terme a été utilisé comme surnom pour les longues lignes de Boeing B-52 Stratofortress à l'approche de leurs cibles. Bien que les formations étroites soient nécessaires à la guerre électronique, leurs trajectoires étaient prévisibles et constituaient des cibles lentes pour les missiles sol-air nord-vietnamiens. En moins de deux semaines, l'armée de l'air a modifié sa tactique et a commencé à varier les trajectoires des bombardiers. En plus de changer cet aspect de l'attaque, les bombardiers ont reçu l'ordre de prendre des virages plus longs après avoir largué leur chargement, au lieu du virage serré qui leur donnait une plus grande exposition au radar.
Cette pratique est également utilisée par certaines équipes de voltige, telles que les Blue Angels ou les Thunderbirds.